# We Are Domi
We Are Domi, är ett tjeckiskt-norskt electropop-band  med medlemmarna,  Dominika Hašková som sångerska, gitarristen  Casper Hatlestad, och keyboardisten Benjamin Rekstad. Bandet representerade Tjeckien i Eurovision Song Contest 2022 i Turin, och kom 22:e plats med sången "Lights Off".